# آلي ميتشيل
آلي ميتشيل (بالإنجليزية: Ally Mitchell)‏ (3 فبراير 1968 بكيركالدي في المملكة المتحدة - ) هو مدرب كرة قدم ولاعب كرة قدم بريطاني في مركز الوسط. لعب مع نادي بريتشين سيتي ونادي سانت ميرين ونادي كيلمارنوك ونادي إيست فيف وLochore Welfare F.C. ‏.

## وصلات خارجية
- آلي ميتشيل على موقع Soccerbase.com (لاعب) (الإنجليزية)